# Alberto Pedraza
Alberto Pedraza Islas (San Juan de Aragón, Ciudad de México-Fecha de nacimiento desconocido) es un cantante y compositor mexicano de cumbia sonidera.

## Historia
En los años 50 el padre de Pedraza participó con su banda de viento en la película La oveja negra de 1949. Pedraza nació en San Juan de Aragón, colonia de la Ciudad de México donde han surgido artistas de la cumbia mexicana sonidera como el Super Grupo Colombia, mismo que fundó junto a su hermano Aarón e integró durante 24 años y donde compuso algunos de los éxitos de la agrupación como «La cumbia gabacha».
En 2001 Pedraza decidió separarse del grupo para iniciar una carrera solista, grabando un primer disco en ese mismo año. Al año siguiente grabaría su más grande éxito «La guaracha sabrosona» en el disco De reventón. Sus canciones se han convertido en éxitos por sonidos como Sonido La Changa, Sonido Marisol y Sonido Conga.
En 2021 grabó un disco por los 50 años de carrera, mismo en el que grabó canciones con Alfredo Gutiérrez, Dr. Shenka de Panteón Rococó, Santa Fe Klan y María Barracuda, entre otros artistas. Adicionalmente en 2023 lanza en formato de vinilo el sencillo "Guaracha Sabrosona/Corazón Solitario" editado por Grow Disc. 

## Discografía
- Vinilo Guaracha Sabrosona/Corazón Solitario (2024)
- 50 aniversario (2021)
- De fiesta en fiesta (2018)
- Guaracha sinfónica (2017)
- Los picoteros de la cumbia (2015)

- Reina rumba (2015)
- Con mucho ritmo (2013)
- 30 pegaditas (2013)
- Cumbias sabrosas (2012)
- Guaracha de la negra (2010)
- Tu presencia (2009)
- Cumbiando y guarachando (2005)
- Guarachando (2003)
- Guaracha Sabrosona (2002)
- Te extraño (2001)